# Antonini-Schon-Zemborain

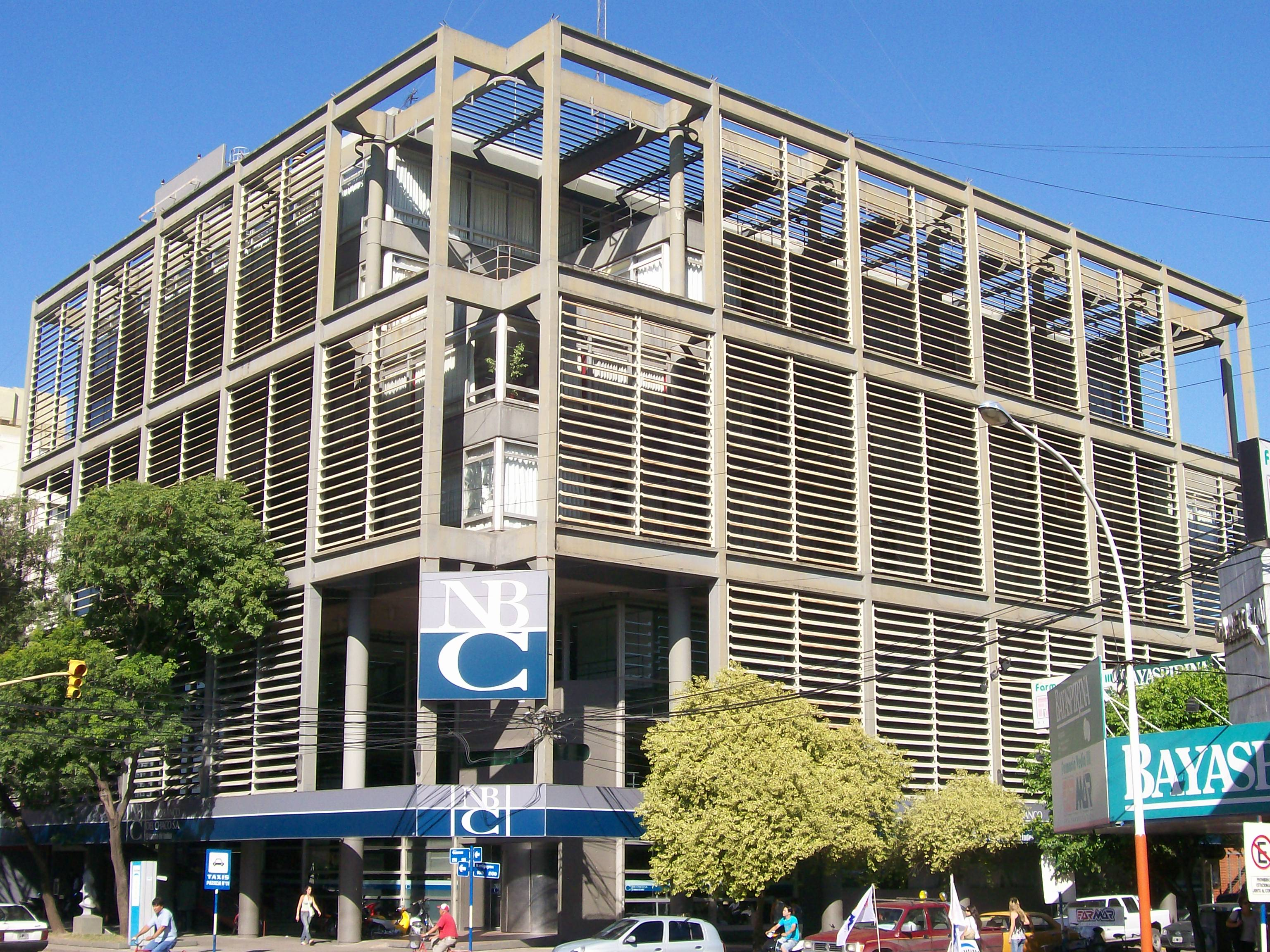
Banco del Chaco, en Resistencia (1970-1982)

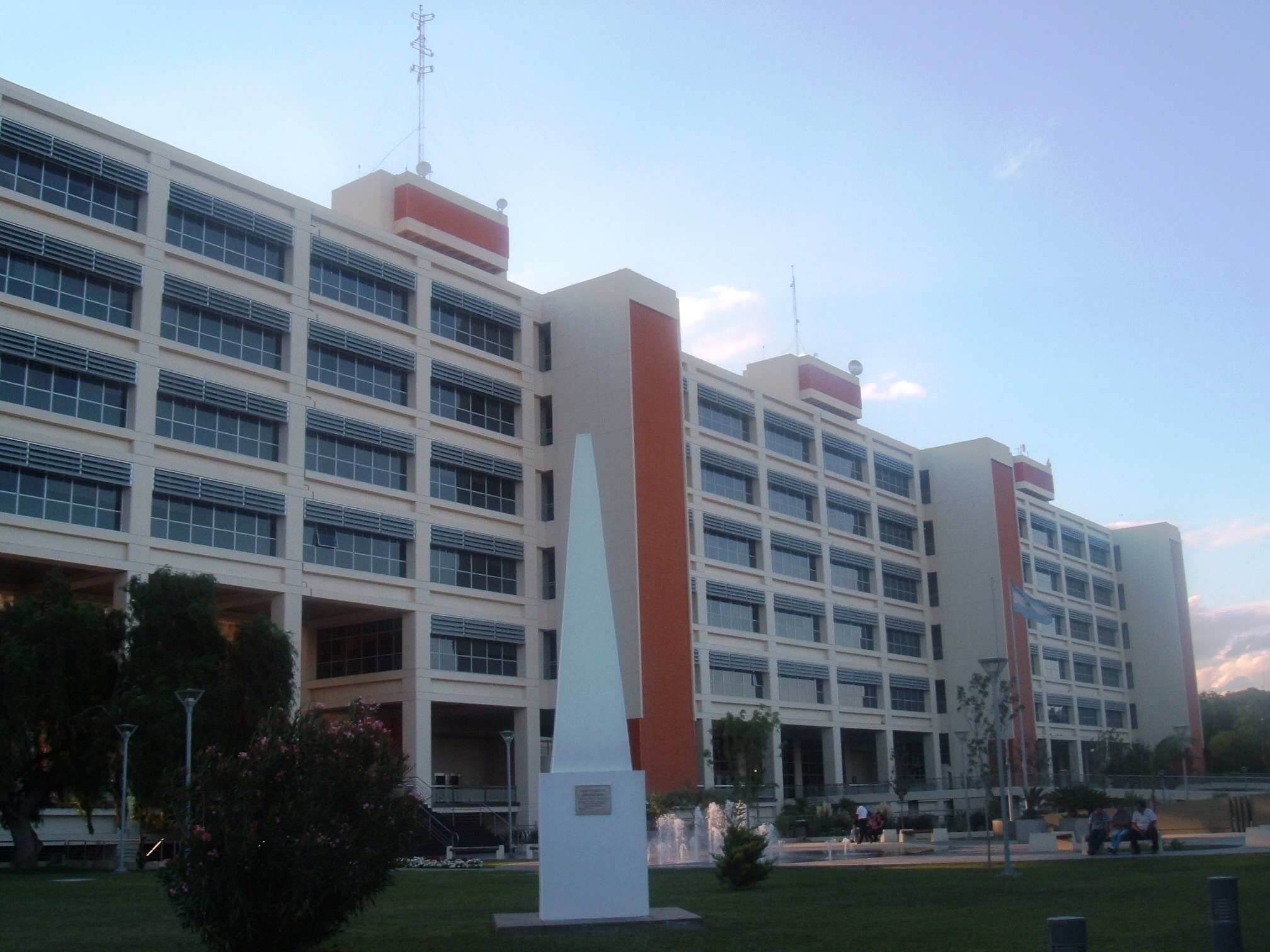
Centro Cívico de San Juan (1971-2011)

Antonini-Schon-Zemborain es un estudio de arquitectura argentino, fundado en 1961 por Antonio Antonini (1936), Gerardo Schon (1936-2010) y Eduardo Zemborain (1936-1985), a los que se sumaron Miguel Hall y Juan Carlos Fervenza en 1973.
Participando constantemente en concursos de arquitectura tanto nacionales como internacionales, el estudio acumuló más de 18 primeros premios, 10 segundos premios y 9 terceros premios en distintos certámenes. En 1992, recibieron el Premio Konex en Arquitectura por su trabajo en el quinquenio 1987-1991.

## Obras destacadas
- 1965: Municipalidad de Ayacucho
- 1966: Terminal de Ómnibus en Tandil
- 1968: Urbanización de la Villa El Chocón en Neuquén (asoc. Llauró-Urgell y Amaya-Devoto-Lanusse)
- 1968: Túnel del Libertador en Buenos Aires
- 1970: Banco del Chaco en Resistencia
- 1970: Centro Administrativo de la Provincia de Buenos Aires en La Plata (asoc. Llauró-Urgell, terminado en 1987)
- 1971: Centro Cívico de San Juan (asoc. Llauró-Urgell, terminado en 2011)
- 1972: Estadio Único de La Plata (primer premio, no construido)
- 1974: Conjunto Habitacional Rosario I y II en Rosario
- 1975: Estadio Mundialista José María Minella en Mar del Plata
- 1977: Centro Universitario de la Provincia de San Luis en San Luis
- 1979: Centro Deportivo Parque Chacabuco en Buenos Aires
- 1979: Plan 60 Escuelas para la Municipalidad de Buenos Aires (asoc.: SEPRA, Raña Veloso-Álvarez-Forster y Kocourek SRL)
- 1979: Ampliaciones y remodelación de los hospitales Argerich y Fernández para la Municipalidad de Buenos Aires
- 1980: Estaciones de transferencia de residuos para el CEAMSE Nueva Pompeya, Flores y Colegiales en Buenos Aires (asoc. Aslan y Ezcurra)
- 1981: Remodelaciones para el Banco Europeo para América Latina (casa central y sucursales) en Buenos Aires
- 1982-1990: 60 sucursales para la cadena de Supermercados Disco en Buenos Aires, Tucumán, Córdoba, Mendoza, Salta y Santiago del Estero (asoc. Ronald Shakespear)
- 1982: Oficinas de AUSA S.A. en Buenos Aires
- Centro Comercial Santiago Center en Santiago del Estero
- Centro Comercial Río Cuarto Center en Río Cuarto
- 1992: Remodelación del antiguo Banco El Hogar Argentino para el Banco de Santander en Buenos Aires
- 1997: Estación Congreso de Tucumán en la línea D del Subte de Buenos Aires
- 1997: Plan de nuevas estaciones de servicio para Repsol YPF
- Plan de estaciones de servicio para Shell
- 19 sucursales para el BankBoston
- Sucursales para el Banco Galicia
- Plan General de 48 salas de cine para Hoyts cinemas en la Argentina
- 2007: Complejo Penal Agote en Mercedes (primer premio)
- Torres Al Río en Vicente López (asoc.:
- 2013: Proyecto para Edificio Y-TEC en Berisso